# Ланская, Елизавета Ивановна
Елизаве́та Ива́новна Ланска́я (Луиза Элизабет Констанса, в девичестве Вилламова, 3 (14) сентября 1764 — 8 (20) октября 1843) — русская писательница, наставница великой княжны Александры Павловны. Старшая сестра статс-секретаря императрицы Марии Фёдоровны Григория Вилламова.

## Биография
Дочь немецкого поэта Иоганна Готлиба Вилламова (1736—1777), переехавшего в Россию и ставшего здесь инспектором Главного немецкого училища Святого Петра. После смерти отца Елизавета и её брат Григорий были взяты на попечение пасторами Петрикирхе. В дальнейшем Елизавета воспитывалась в Смольном монастыре, где её мать, Констанция Клос (1742—1787), служила надзирательницей над классами. После выхода из Смольного была взята ко двору великого князя Павла Петровича (будущего императора Павла I), где стала помощницей баронессы Ливен в воспитании и обучении великой княжны Александры Павловны.
По словам Н. И. Греча, императрица Екатерина II её жаловала, а великая княгиня Мария Фёдоровна ненавидела. В 1797 году Елизавета  Вилламов вышла замуж за Сергея Сергеевича Ланского (1761—01.05.1814; умер от водянки), будущего сенатора и члена Государственного Совета. На свадьбу император Павел I пожаловал ей 600 душ, а её мужа сделал камергером. В 1801 году Ланские попали в опалу. Удалившись от двора, они поселилась в своем имении Большая Талинка недалеко от Тамбова, где были соседями и друзьями с семьей А. А. Баратынского. Овдовев, Елизавета Ивановна вдалась в разные спекуляции, и разорилась. В 1821 году она была вынуждена продать свои имения Павловка и  Большая Талинка сенатору Н. А. Челищеву. Последние годы жизни провела в бедности, в совершенном уединении и набожности. Скончалась в октябре 1843 года. Барон М. А. Корф писал дневнике:

Умерла на 80-м году тайная советница Елизавета Ивановна Ланская. Муж её был сенатором, а она во время оно служила, говорят, усердно Цитере. Одним из её любовников, но тоже давно, давно, называли и покойного князя Кочубея.
В браке имела сына Павла (1797—1855), генерал-майор (1838) и генерал-лейтенант (1850), женат на княжне Зинаиде Дмитриевне Волконской (1800—1830), и дочь Александру (17.10.1799—03.08.1809), похоронена на Смоленском кладбище.

## Литературное творчество
Писать Ланская начала достаточно поздно; её литературный дебют произошёл в 1811 году, когда ей было уже 47 лет. Это было стихотворение «В лучезарной колеснице», которое в ЭСБЕ и РБС называется просто «посланием к Державину» (опубл. в собрании сочинений Г. Р. Державина под редакцией Я. К. Грота).
Наиболее известный сборник сочинений Ланской „Mélanges littéraires dédiés à l’indulgence“ («Литературная смесь, обращённая к снисходительности») выходил отдельными выпусками ежемесячно с января по август 1830 года. Разнообразные по жанру произведения, вошедшие в сборник, в основном перефразировали темы и сюжеты, популярные в литературе конца XVIII — начала XIX веков.
В целом творчество Ланской является типичным примером салонной литературы первой трети XIX века, отражавшей существовавшее в русской культуре двуязычие. Не предназначая свои произведения непосредственно детям, Ланская тем не менее пользовалась среди современников репутацией детской писательницы во многом из-за своей установки пересказывать, адаптировать известные во взрослой литературе сюжеты.
Ланская была в дружеских отношениях со многими известными литераторами своего времени: Державиным (который адресовал ей некоторые свои стихотворения), Карамзиным, Долгоруковым (посвятившем ей очень тёплые страницы в своих мемуарах) и Дмитриевым.